# Bill McCahan
William Glenn McCahan, detto Bill (Filadelfia, 7 giugno 1921 – Fort Worth, 3 luglio 1986), è stato un giocatore di baseball e cestista statunitense, professionista nella MLB e nella NBL.

## Carriera

### Pallacanestro
Giocò per una stagione nella NBL, disputando 27 partite con 3,5 punti di media.